# Come into My World
"Come into My World" é uma canção da cantora e compositora australiana Kylie Minogue, sendo lançada como quarto e último single do seu oitavo álbum de estúdio, "Fever", em 02 de novembro de 2002. Foi escrita por Rob Davis e Cathy Dennis, que também escreveram a faixa "Can't Get You Out of My Head".
A canção teve um bom desempenho comercial, atingindo a quarta posição na Austrália e a oitava no Reino Unido. A faixa também entrou na parada musical dos Estados Unidos, atingindo a 91ª posição. "Come Into My World" também deu a Minogue seu primeiro Grammy, em 2004, na categoria de Melhor Gravação Dance.

## Desempenho nas paradas musicais
| Parada (2002)                                     | Melhor posição |
| ------------------------------------------------- | -------------- |
| Austrália - ARIA Charts                           | 4              |
| Áustria - Ö3 Austria Top 75                       | 59             |
| Bélgica - Ultratop 50 Flanders                    | 35             |
| Brasil                                            | 85             |
| Dinamarca - Tracklisten                           | 15             |
| França - SNEP                                     | 78             |
| Países Baixos - Dutch Top 40                      | 35             |
| Hungria - MAHASZ                                  | 10             |
| Itália - FIMI                                     | 13             |
| Nova Zelândia - RIANZ                             | 20             |
| Reino Unido - UK Singles Chart                    | 8              |
| Estados Unidos - Billboard Hot 100                | 91             |
| Estados Unidos - Hot Dance Club Songs (Billboard) | 20             |
| Estados Unidos - Pop Songs (Billboard)            | 28             |